# Saksonia-Coburg-Saalfeld
Księstwo Saksonii-Coburg-Saalfeld (niem. Herzogtum Sachsen-Coburg-Saalfeld) – księstwo Świętego Cesarstwa Rzymskiego powstałe ze zjednoczenia ziem linii ernestyńskiej dynastii Wettynów. Od 1806 roku państwo Związku Reńskiego, a od 1815 kraj Związki Niemieckiego.

## Historia
Jan Ernest IV był dziesiątym dzieckiem Ernesta I Pobożnego i Elżbiety Zofii z Saksonii-Altenburg. W 1675 roku po śmierci ojca Jan Ernest rządził księstwem Saksonii-Gotha-Altenburg, początkowo wspólnie ze swoimi sześcioma starszymi braćmi, zgodnie z wolą ojca, lecz w 1680 roku bracia podzielili się ojcowską ziemią, a Jan Ernest jako najmłodszy z nich został w posiadaniu najmniejszej części ziemi – Saksonii-Saalfeld, oraz zarządzał miastami Gräfenthal, Probstzellą i Pössneck. Książę popadł w kłopoty finansowe, które skończyły się w wyniku bezpotomnej śmierci Alberta V, księcia Saksonii-Coburg, w 1699 roku, Henryka, księcia Saksonii-Römhild, w 1710 roku i Chrystiana, księcia Saksonii-Eisenberg, w 1707 roku. Jan Ernest przejął po nich schedę.
Księstwa Saksonii-Coburg i Saksonii-Saalfeld w 1699 roku połączyły się jednak jedynie unią personalną. Księstwa zjednoczyły się ostateczne w 1735.

### Podział ziem Wettynów w 1826
Po śmierci Fryderyka IV i tym samym wygaśnięciu linii rodu rządzącej księstwem Saksonii-Gotha-Altenburg powstał spór pomiędzy pozostałymi przedstawicielami rodu o schedę po zmarłym księciu. Spór zakończył się po arbitrażu króla Saksonii Fryderyka Augusta II i zawarciu traktatu w Hildburghausen 12 listopada 1826. Na mocy ustaleń zdecydowano, że:
- Dotychczasowy władca księstwa Saksonii-Hildburghausen książę Fryderyk został władcą księstwa Saksonii-Altenburg (ale bez Gotha). Natomiast władzę nad Hildburghausen przejął książę Saksonii-Meiningen.
- Saksonia-Meiningen oprócz Saksonii-Hildburghausen dostała od Saksonii-Coburg-Saalfeld terytorium Saksonii-Saalfeld oraz dystrykt Themar, a także Mupperg, Mogger, Liebau i Oerlsdorf.
- Księstwo Saksonii-Coburg-Saalfeld otrzymało Saksonię-Gotha od Saksonii-Gotha-Altenburg, tym samym powstały księstwa: Saksonia-Coburg-Gotha i Saksonia-Altenburg.

## Książęta Saksonii-Coburg i Saksonii-Saalfeld (od 1735 formalnie Saksonii-Coburg-Saalfeld)
- 1699–1729: Jan Ernest IV, syn Ernesta I Pobożnego von Sachsen-Gotha (1658–1729)
- 1729–1745: Christian Ernest, (syn Jana Ernesta)
- 1729–1764: Franciszek Jozjasz, (syn Jana Ernesta)
- 1764–1800: Ernest Fryderyk, (syn Franciszka Jozjasza)
- 1800–1806: Franciszek Fryderyk, (syn Ernesta Fryderyka)
- 1806–1826: Ernest I, (syn Franciszka Fryderyka)

W 1826 przekształcenie księstwa w Saksonię-Coburg-Gotha